# Ronald Puppo
Ronald Puppo (Califòrnia, 1954) és traductor i professor universitari. Es va graduar en Literatura francesa per la University of California, Santa Cruz, als anys setanta, època en què també va estudiar a la Universitat de Grenoble. Aleshores es va interessar per la llengua i la literatura catalanes, i es va instal·lar definitivament a Barcelona l'any 1979. Als anys vuitanta va estudiar a la Universitat Autònoma de Barcelona, on es va doctorar en Filosofia l'any 1995. És professor de traducció, llengua, i cultura de parla anglesa a la Universitat de Vic, titulació de traducció i interpretació, des del 1994. Entre les seves traduccions de poetes catalans, hi ha obres de Josep Carner, Joan Salvat-Papasseit, Josep Checa, Tònia Passola, Enric Casasses, Lluís Solà, Joan Maragall i Jacint Verdaguer.
El seu llibre Selected Poems of Jacint Verdaguer: A Bilingual Edition va ser publicat per la University of Chicago Press l'any 2007. Puppo va presentar aquesta primera antologia de poemes de Verdaguer en llengua anglesa a la Fira del Llibre de Frankfurt, on la literatura catalana va ser la convidada d'honor aquell any. Després de Frankfurt, Puppo va ser convidat a presentar el llibre a quatre universitats nord-americanes, on va parlar de les seves traduccions de l'insigne poeta català del XIX. El mateix Puppo, el 2015, publica Mount Canigó. A tale of Catalonia, la traducció íntegra a l'anglès del poema Canigó, obra guanyadora del Premi Crítica Serra d'Or 2016 de Catalanística.
La seva antologia de poesia i prosa de Joan Maragall en llengua anglesa, One Day of Life is Life: Joan Maragall, extensament anotada, guanyà el Premi Ramon Llull de Traducció Literària 2021.
El 2024 publica Atlantis (Fum d'Estampa Press), la primera traducció íntegra i en vers anglès de L'Atlàntida de Jacint Verdaguer, obra guanyadora del Premi Crítica Serra d'Or 2025 de Catalanística.